# Ioannis Grivas
Ioannis Grivas (Grieks: Ηωάννης Γρίβας) (Tithorea, 23 februari 1923 - 27 november 2016) was een Grieks rechter. Hij was van 11 oktober 1989 tot 23 november in hetzelfde jaar interim-premier van Griekenland.

## Levensloop
Grivas studeerde rechten aan de Universiteit van Athene. Nadat hij afstudeerde, werd hij in 1954 rechter.
In 1979 werd hij benoemd tot lid van de Areios Pagos (het Griekse Hof van Cassatie) en werd er in 1986 vicevoorzitter van. Drie jaar later, in 1989, werd hij voorzitter van de Areios Pagos. Hij zou dit mandaat uitoefenen tot zijn pensioen in 1990.
Hij overleed op 93-jarige leeftijd.